# Слісаренко Сергій Петрович
Сергі́й Петро́вич Слісаре́нко (1987—2014) — солдат Збройних сил України, учасник російсько-української війни.

## Життєпис
Народився 1987 року в місті Богодухів (Харківська область). Закінчив богодухівську школу № 2. Працював охоронцем в одному з місцевих магазинів. Ходив до військкомату, але через стан здоров'я його відмовлялися брати до війська. Та у вересні 2013 року підписав контракт на службу у 25-й повітряно-десантній бригаді.
Механік-водій, 25-а окрема повітрянодесантна бригада. У липні 2014-го побував у відпустці.
12 серпня 2014-го увечері загинув у бою поблизу Вуглегірська. Тоді ж полягли підполковник Жуков Дмитро Сергійович, старший лейтенант Чигринов Дмитро Вікторович, старшина Мельников Олександр Юрійович, старший солдат Паращенко Андрій Васильович, солдати Карпенко Сергій Олександрович та Головко Олександр Валерійович.
Вдома лишилися батьки. Похований у Богодухові.

## Нагороди та вшанування
- 14 листопада 2014 року за особисту мужність і героїзм, виявлені у захисті державного суверенітету та територіальної цілісності України, вірність військовій присязі під час російсько-української війни, відзначений — нагороджений орденом «За мужність» III ступеня (посмертно).
- його портрет розміщено на меморіалі «Стіна пам'яті полеглих за Україну» в Києві: секція 2, ряд 3, місце 28.
- вшановується 12 серпня на ранковому церемоніалі загиблих українських героїв, які загинули в різні роки внаслідок російської агресії.[1]
- орден «Лицарський хрест Добровольца» (посмертно).[2]
- На фасаді будови Богодухівського колегіуму № 2 розміщено пам'ятну дошку Сергію Слісаренку[3]